# Арлинд Дакай
Арлинд Дакай (на немски: Arlind Dakaj) е швейцарски футболист, който играе на поста дефанзивен полузащитник. Състезател на Черно море.

## Кариера
Дакай е юноша на Цюрих и Винтертур.
На 19 януари 2023 г. Арлинд подписва с варненския Черно море. Дебютира на 27 февруари при победата с 0:1 като гост на Пирин (Благоевград).

## Успехи
Винтертур
- Чалъндж лига (1): 2021/22